# Nhện nhảy sọc đỏ
Epocilla calcarata là một loài nhện trong họ Salticidae. Chúng được Ferdinand Karsch miêu tả năm 1880.